# Keban (Lahat)
Keban is een bestuurslaag in het regentschap Lahat van de provincie Zuid-Sumatra, Indonesië. Keban telt 850 inwoners (volkstelling 2010).